# بومباردييه داش 8
بومباردييه داش 8 (بالإنجليزية: Bombardier Dash 8)‏ أو داش 8 أو بومباردييه السلسلة - كيو، المعروفة سابقا باسم دي هافيلاند كندا داش 8 أو (DHC-8)، هي سلسلة من طائرات الرحلات الجوية المتوسطة المدى ومزودة بمحركين بمرواح توربينية. قدمتها شركة دي هافيلاند كندا (DHC) في عام 1984، تنتجها الآن شركة بومباردييه إيروسبيس. وقد بُني أكثر من 1،000 طائرة داش 8 من جميع النماذج،  وتتوقع بومباردييه بناء ما مجموعه من 1،192 طائرة من جميع المتغيرات من خلال لعام 2016.